# Tuk (żupania primorsko-gorska)
Tuk – wieś w Chorwacji, w żupanii primorsko-gorskiej, w mieście Vrbovsko. W 2011 roku liczyła 79 mieszkańców.